# پیش‌بینی وضع هوا

نمونه یک پیش‌بینی به کمک تصویر

پیش‌بینی وضع هوا یا پیش‌بینی هواشناسی (به انگلیسی: Weather forecasting) عبارت است از به‌کارگیری روش‌های علمی برای تخمین وضعیت جو در یک تا چند روز پس از زمان پیش‌بینی. بشر از هزاران سال پیش به پیش‌بینی وضعیت هوا می‌پرداخته‌است اما از قرن نوزدهم میلادی بود که پیش‌بینی برپایهٔ روشهای علمی آغاز گشت. پارامترهایی که معمولاً در پیش‌بینی وضعیت آب و هوایی مورد استفاده قرار می‌گیرند شامل موارد زیر می‌گردد:
- تعیین دما
- اندازه‌گیری مقدار رطوبت جو
- سنجش فشار جو
- مشاهده وضع ظاهری آسمان (از نظر میزان وجود ابرها)
- تعیین جهت باد و شبیه آن.